# Église Notre-Dame-du-Mont-Carmel de Mahdia
Pour les articles homonymes, voir église Notre-Dame-du-Mont-Carmel.
L'église Notre-Dame-du-Mont-Carmel de Mahdia, située dans la ville de Mahdia en Tunisie, est une église catholique construite en 1861 avant l'instauration du protectorat français. Désacralisée en 1964, elle est abandonnée pendant plusieurs années avant d'être reconvertie en salle d'exposition.

## Premiers édifices
Même après la disparition des communautés chrétiennes locales au XIe siècle, les différentes occupations génoises et espagnoles ainsi que la vocation commerçante de la ville et la présence d'esclaves chrétiens capturés à l'époque de la course expliquent qu'il y ait longtemps eu une présence chrétienne à Mahdia sans qu'on puisse savoir où étaient installés les lieux de culte.
L'installation pérenne de négociants européens est à l'origine de la création en 1848 de la première paroisse placée sous le patronage de Notre-Dame-du-Mont-Carmel. Le premier curé est un capucin, le Padre Antonio da San Giovanni della Marca d'Ancona. La communauté chrétienne se limite à cette époque à une vingtaine de familles dont deux françaises, les autres étant italiennes et surtout maltaises. La chapelle est alors installée dans la maison de la famille Vincenzo Violante qui héberge également les prêtres de passage.
La paroisse de Mahdia couvre également les villages de Moknine et Monastir jusqu'à ce que ce dernier devienne à son tour une paroisse en 1862.

## Construction de l'église
Une huilerie appartenant à Sadok Bey est offerte par ce dernier au vicaire apostolique de Tunis, Monseigneur Fidèle Sutter, en 1861. L'église y est aménagée. En 1874, elle est embellie par un prince de la famille Habsbourg qui la fait orner d'un beau dallage blanc.
Après l'instauration du protectorat, une maison attenante à l'église est achetée pour y loger le curé. Ce dernier est rejoint en 1882 par des sœurs de Saint-Joseph-de-l'Apparition qui ouvrent une école primaire de jeunes filles. L'établissement est fermé en 1906, victime de la loi de séparation des Églises et de l'État. La population chrétienne de Mahdia n'est alors pas très nombreuse puisqu'en 1885, on compte 280 Italiens, 240 Maltais et 12 Français.
L'église est fragilisée par les tremblements de terre qui secouent la ville en 1902 et 1905. Son état s'aggrave lorsque la municipalité creuse des tranchées pour le réseau d'assainissement en 1907. Les murs sont lézardés mais il faut attendre 1911 pour effectuer les réparations. On consolide les murs, renforce les fondations et les fenêtres sont remplacées par des baies en plein cintre.
En 1921, on envisage la construction d'une nouvelle église mais le projet n'a pas de suite. La faible importance de la communauté chrétienne et son peu d'implication ne le justifient pas. En 1935, sur les quarante enfants susceptibles de suivre les cours de catéchisme, seuls 18 sont assidus. Les antagonismes entre Français et Italiens attisés par la propagande fasciste n'incitent pas les familles transalpines à assister aux offices.
Si l'église n'a pas souffert des combats de la campagne de Tunisie en 1943, elle est une victime indirecte de la Seconde Guerre mondiale, lorsqu'une mine marine, échouée sur le rivage, explose. Le clocher est soufflé ainsi que le premier étage du presbytère. On en reconstruit une partie mais on renonce à restaurer le clocher.

## Bâtiment après l'indépendance

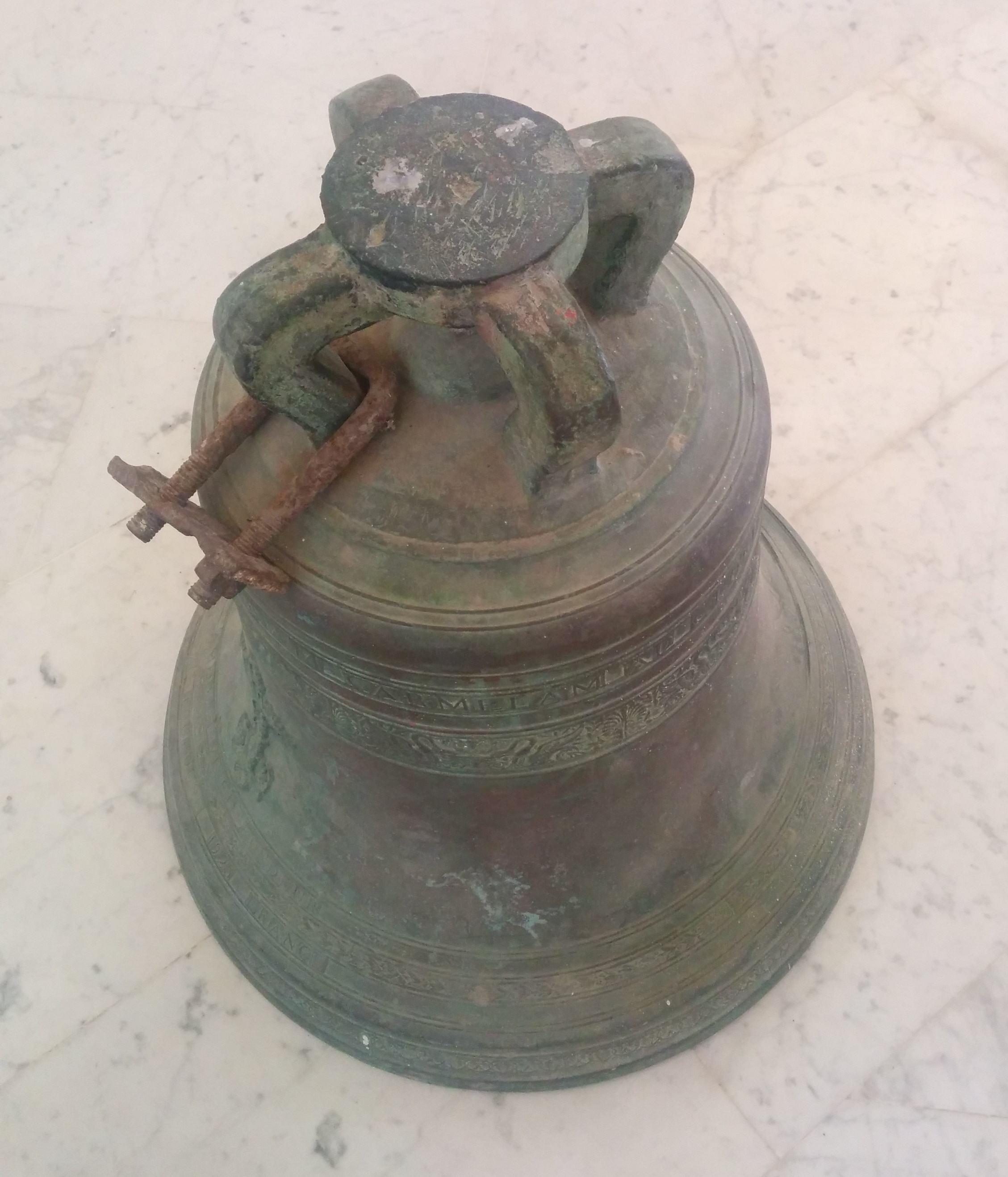
Cloche de l'ancienne église de Mahdia en 2015.

L'église est finalement fermée à l'occasion du modus vivendi signé entre le gouvernement tunisien et le Vatican le 10 juillet 1964. Le bâtiment est cédé gratuitement avec l'assurance qu'il ne sera utilisé qu'à des fins d'intérêt public compatibles avec son ancienne destination.
Après être resté à l'abandon pendant de nombreuses années, l'édifice est restauré en 2008 par l'Association de sauvegarde de la médina de Mahdia en collaboration avec la municipalité, le conseil régional du gouvernorat de Mahdia et le conseil départemental de la Loire-Atlantique. La nouvelle salle polyvalente Cap Africa est désormais utilisée comme galerie d'art, salle d'exposition ou espace de manifestations culturelles.
Le 8 juillet 2016, une cloche fondue en 1825 est volée dans l'ancien presbytère jouxtant l'église. D'après certaines sources, une autre cloche plus petite aurait également été volée deux ans plus tôt,.

## Curés de la paroisse
- Padre Antonio da San Giovanni della Marca d'Ancona (1848-1853) ;
- Abbé de Smet (?-1913) ;
- Abbé Patiniot (1913-?) ;
- Abbé Muniglia (?-1924) ;
- Abbé Grevers (1924-?).